# Płatków
Płatków [pronunciación en polaco: /ˈpwatkuf/] es una aldea ubicada en el distrito administrativo de Gmina Zabrodzie, dentro del condado de Wyszków, Voivodato de Mazovia, en el centro-este de Polonia. Se encuentra a unos 10 kilómetros al sureste de Wyszków y a 50 kilómetros al noreste de Varsovia.